# Петрушешть
Петрушешть, Петрушешті (рум. Pătrușești) — село у повіті Алба в Румунії. Входить до складу комуни Хоря.
Село розташоване на відстані 336 км на північний захід від Бухареста, 68 км на північний захід від Алба-Юлії, 55 км на південний захід від Клуж-Напоки.

## Населення
За даними перепису населення 2002 року у селі проживали 195 осіб, усі — румуни. Усі жителі села рідною мовою назвали румунську.